# Marc Canti
Marc Canti (en llatí Marcus Cantius), va ser un magistrat i polític romà del segle iii aC.
Va ser elegit tribú de la plebs de Roma l'any 293 aC. Va llençar una acusació contra Luci Postumi Megel, però aquest va evitar el judici en ser nomenat llegat d'Espuri Carvili Màxim, vencedor dels samnites aquest mateix any.